# Gmina Marcinowice
Gmina Marcinowice je polská vesnická gmina v okrese Svídnice v Dolnoslezském vojvodství. Sídlem gminy je vesnice Marcinowice. V roce 2010 zde žilo 6 358 obyvatel.
Gmina má rozlohu 95,91 km² a zabírá 12,91% rozlohy okresu. Skládá se z 19 starostenství.

## Starostenství
Biała, Chwałków, Gola Świdnicka, Gruszów, Kątki, Klecin, Krasków, Marcinowice, Mysłaków, Sady, Stefanowice, Strzelce, Szczepanów, Śmiałowice, Tąpadła, Tworzyjanów, Wirki, Wiry, Zebrzydów.